# جيرالدين أوبراين
جيرالدين أوبراين (بالإنجليزية: Geraldine O'Brien)‏ هي فنانة أيرلندية، ولدت في 27 فبراير 1922، وتوفيت في 3 يوليو 2014.